# عضو انتهایی
عضو انتهایی (انگلیسی: Endmember) در کانی‌شناسی به کانی‌ای گفته می‌شود که در انتهای طیف یک کانی از نظر خلوص ترکیب شیمیایی خود قرار دارد. کانی‌ها معمولاً به‌عنوان محلول جامدهایی با ترکیب‌های متغیر برخی عناصر شیمیایی توصیف می‌شوند، نه به‌عنوان موادی با یک فرمول شیمیایی دقیق. ممکن است در یک گروه یا سری از کانی‌ها، دو یا چند عضو انتهایی وجود داشته باشد.
برای مثال، فورستریت (Mg
2SiO
4) و فایالیت (Fe
2SiO
4) دو عضو انتهایی سری الیوین در محلول جامد هستند که در ترکیب شیمیایی خود دارای مقادیر متغیری از Mg2+
 و Fe2+
 هستند؛ بنابراین، فرمول شیمیایی الیوین را می‌توان بهتر به‌صورت Mg
(2-x)Fe
xSiO
4 یا Mg
xFe
(2-x)SiO
4 نمایش داد.
به‌عنوان نمونه‌ای دیگر، کانی‌های سیلیکات گروه فلدسپات را می‌توان به‌عنوان یک محلول جامد از اعضای انتهایی ارتوکلاز (KAlSi
3O
8)، آلبیت (NaAlSi
3O
8) و آنورتیت (CaAl
2Si
2O
8) توصیف کرد. یک فلدسپات خاص می‌تواند مقادیر متغیری از پتاسیم (K)، سدیم (Na) و کلسیم (Ca) داشته باشد.